# Margaret Scudamore
Margaret Scudamore (13 de octubre de 1884 – 5 de octubre de 1958) fue una actriz británica, iniciada en el teatro en papeles de ingenua.

## Biografía
Su nombre verdadero era Daisy Bertha Mary Scudamore, y nació en Portsmouth, Inglaterra. Era la menor de los cinco hijos de Clara Linington y William George Scudamore, carpintero naval del HM Portsmouth. La actriz dejó el hogar a los 18 años de edad, encontrando trabajo gracias al agente teatral Sir John Denton, que confundió su nombre con el de la hija del actor Frank Scudamore.
Margaret Scudamore se casó con el actor Roy Redgrave en 1907, y tuvo un hijo con él, el también actor Sir Michael Redgrave. Tras su segundo matrimonio, con el Capitán James P (Andy) Anderson, con quien tuvo una hija llamada Peg, adoptó el nombre artístico de Margaret Scudamore y siguió actuando haciendo papeles de carácter.
Junto con Roy Redgrave, fue la matriarca de la dinastía de actores Redgrave. Sus nietos fueron Corin Redgrave, Lynn Redgrave y Vanessa Redgrave, y sus bisnietos Jemma Redgrave, Joely Richardson, Natasha Richardson y Carlo Gabriel Nero.
Margaret Scudamore falleció en 1958 en Londres, Inglaterra.

## Filmografía seleccionada
- Beauty and the Barge (1937)